# Вибори Президента Сирії 2000
Президентські вибори в Сирії пройшли 10 липня 2000 року через місяць після смерті Президента Хафеза Асада. Єдиним претендентом на пост був син колишнього президента - Башар аль-Асад. Для того, щоб він зміг взяти участь у виборах, Сирійський парламент через декілька годин після смерті Хафеза Асада вніс поправки в конституцію, зменшивши мінімальний вік кандидата в президенти з 40 до 34 років. Крім того 11 червня 2000 року виконувач обов'язків президента віце-президент Абдул Халім Хаддам присвоїв йому звання генерал-лейтенанта і призначив головнокомандувачем сирійської армії.
Як наступник Хафеза Асада Башар повинен бути головою Регіонального командування партії Баас, тому на 9 регіональному конгресі Партії арабського соціалістичного відродження він був обраний на цю посаду та офіційно висунутий на пост президента. 25 червня кандидатуру Башара Асада озвучили в Парламенті, а 27 червня її одноголосно підтримали. 

10 липня пройшов референдум, на якому громадяни Сирії повинні були схвалити або відхилити кандидатуру Башара Асада на пост президента. При явці 94.6% за Башара Асада віддали свої голоси 97.29% виборців. 17 липня 2000 року відбулась інавгурація нового президента Сирії.

## Результати
| Вибір                          | Голоси    | %    |
| ------------------------------ | --------- | ---- |
| Башар аль-Асад                 | 8,689,871 | 99.7 |
| Проти                          | 22,439    | 0.3  |
| Не голосували/недійсні бюлетні | 219,313   | -    |
| Всього                         | 8,931,623 | 100  |
| Джерело: Nohlen et al.         |           |      |